# Maija Ponsi-Pettinen
Maija Tuulikki Ponsi-Pettinen, född 5 november 1925 i Kangasala, Tavastehus län, Finland, död 23 februari 1991 i Gävle Heliga Trefaldighets församling, Gävleborgs län, var en finländsk-svensk målare.
Hon var dotter till elektrikern Vilho Ponsi och Aino Mustala och från 1948 gift med modellsnickaren Josef Pettinen. Hon flyttade till Sverige 1948 och var huvudsakligen autodidakt som konstnär. Separat ställde hon ut i Gävle, Sandviken och Stockholm och hon medverkade i ett flertal samlingsutställningar bland annat med Gävleborgs konstförening på Gävle museum och Expressens höstsalong. Hennes konst består av figurmotiv, stilleben och landskapsmålningar utförda i akvarell eller olja. Ponsi-Pettinen är representerad vid Gävle museum, Eskilstuna konstmuseum, Statens konstråd och Raumo museum i Finland.